# Tour Madeloc
La tour Madeloc  est une tour de guet du XIIIe siècle située à Collioure, dans le département des Pyrénées-Orientales.

## Situation
La tour Madeloc est perchée à environ 650 mètres de hauteur dans le massif des Albères, à quelques kilomètres à l'ouest des côtes méditerranéennes, sur une crête rocheuse marquant la limite entre les communes de Collioure et Port-Vendres.
Elle est accessible à pied, à vélo ou en voiture (un parking a été aménagé en cours de route). Elle sert aujourd'hui de relais de télévision.

## Toponymie

### Étymologie
Le nom de Madeloc est sans doute d'abord celui d'un domaine non identifié qui a ensuite servi à identifier le sommet voisin, comme cela est attesté dès 981 (Pogium Madalauco). Le nom lui-même est d'origine germanique et désigne une personne du nom de Mathalaucus, avec mathal (puissance) suivi du nom de Hauhs ou Auko.

### Formes du nom
On rencontre Madaloch dès le XIIIe siècle, forme la plus courante, et Madaloth en 1814. Une carte française de 1730 donne la forme fantaisiste de Matelotte. 
Cassini II utilise aussi le nom Matelotte dans ses écrits lors de la détermination de la Méridienne. En février/mars 1701, il l'utilisera comme repère géodésique (apparemment, sans pour autant y monter). 
La simplification a donné plus tard Madeloc ou Madaloc. C'est cette dernière forme qui est recommandée par Lluís Basseda.
La tour Madeloc était jadis surnommée la Tour du Diable.

## Histoire
La tour Madeloc est érigée sous Jacques II, roi de Majorque et comte du Roussillon, qui veut se protéger des razzias maures sur la côte, du roi de France au nord et de son frère le roi Pierre III d'Aragon au sud. Durant la souveraineté majorquine et aragonaise, elle faisait partie d'un réseau de tours de guet à signaux, avec notamment la tour de la Massane, la tour de Mir, la tour de Cos et la tour de Batère.
La tour fait partie des 14 tours illuminées pour le passage de la flamme olympique des Jeux olympiques de 2024.

## Architecture
La tour est construite en schiste et sur une base circulaire.

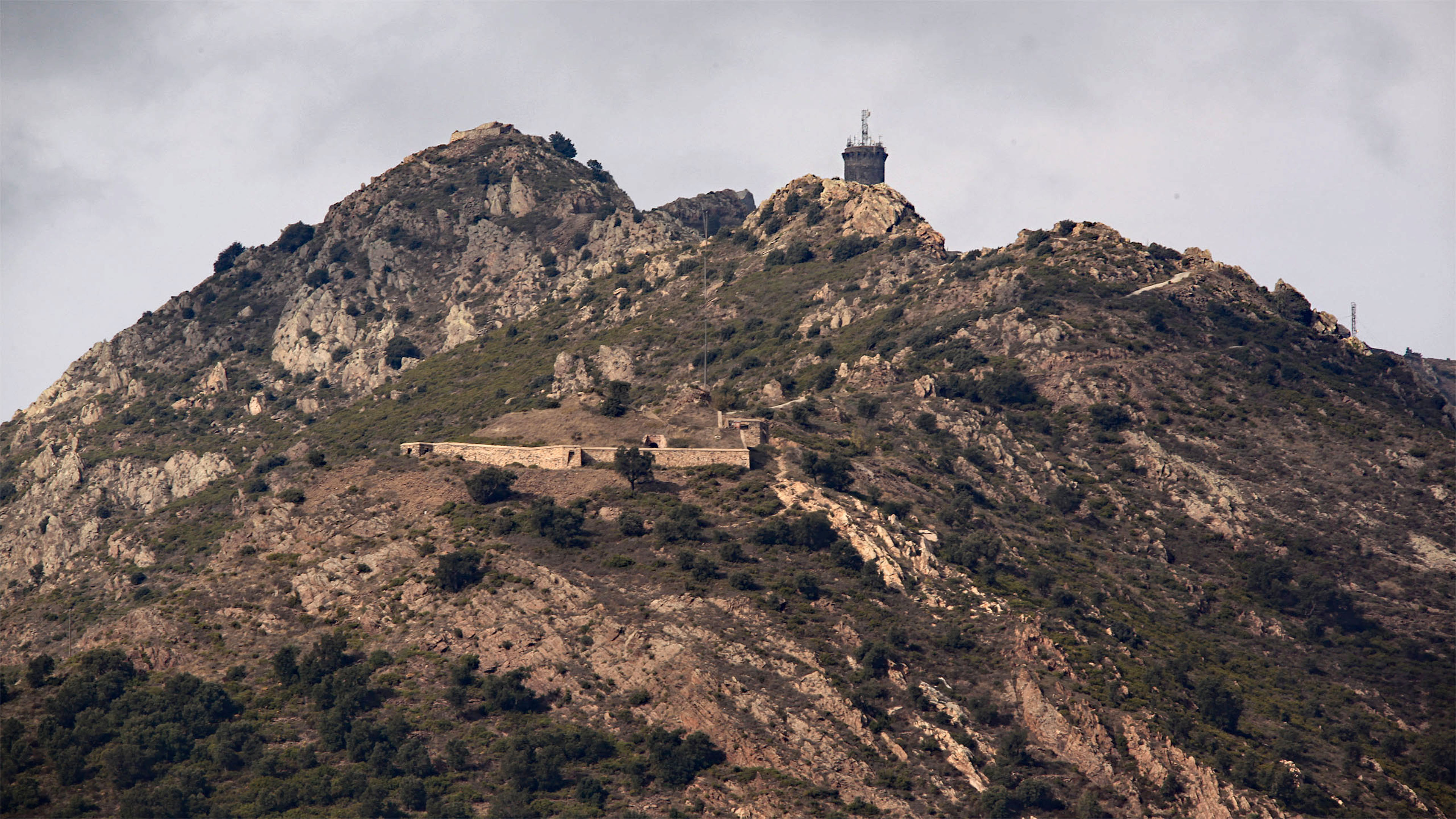
Le fort Dugommier (premier plan) et la tour Madeloc (second plan).
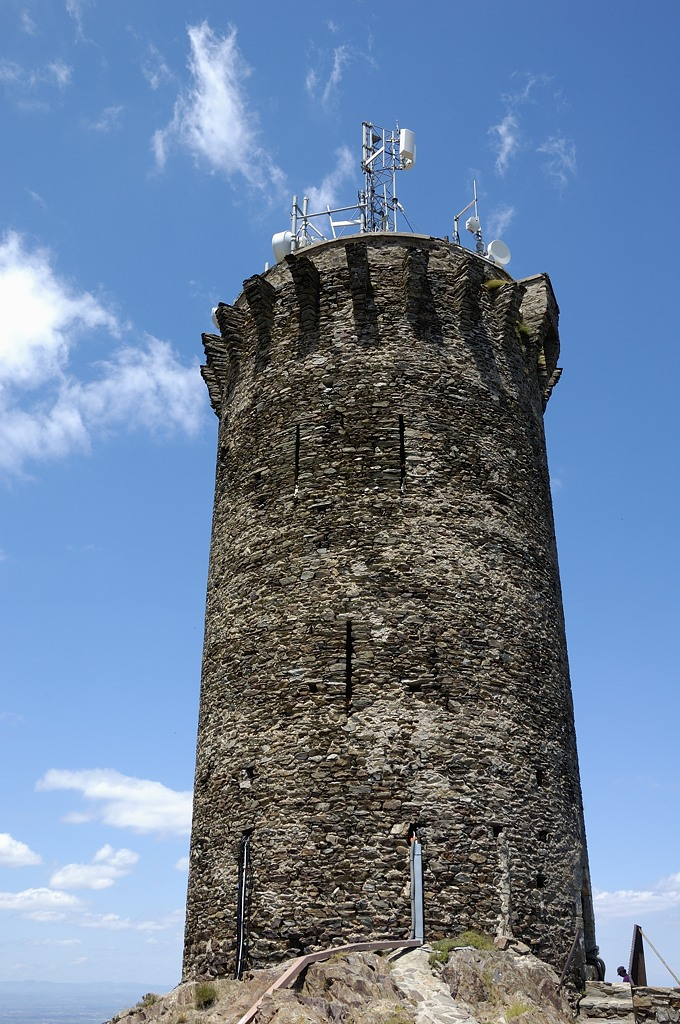
Tour Madeloc.
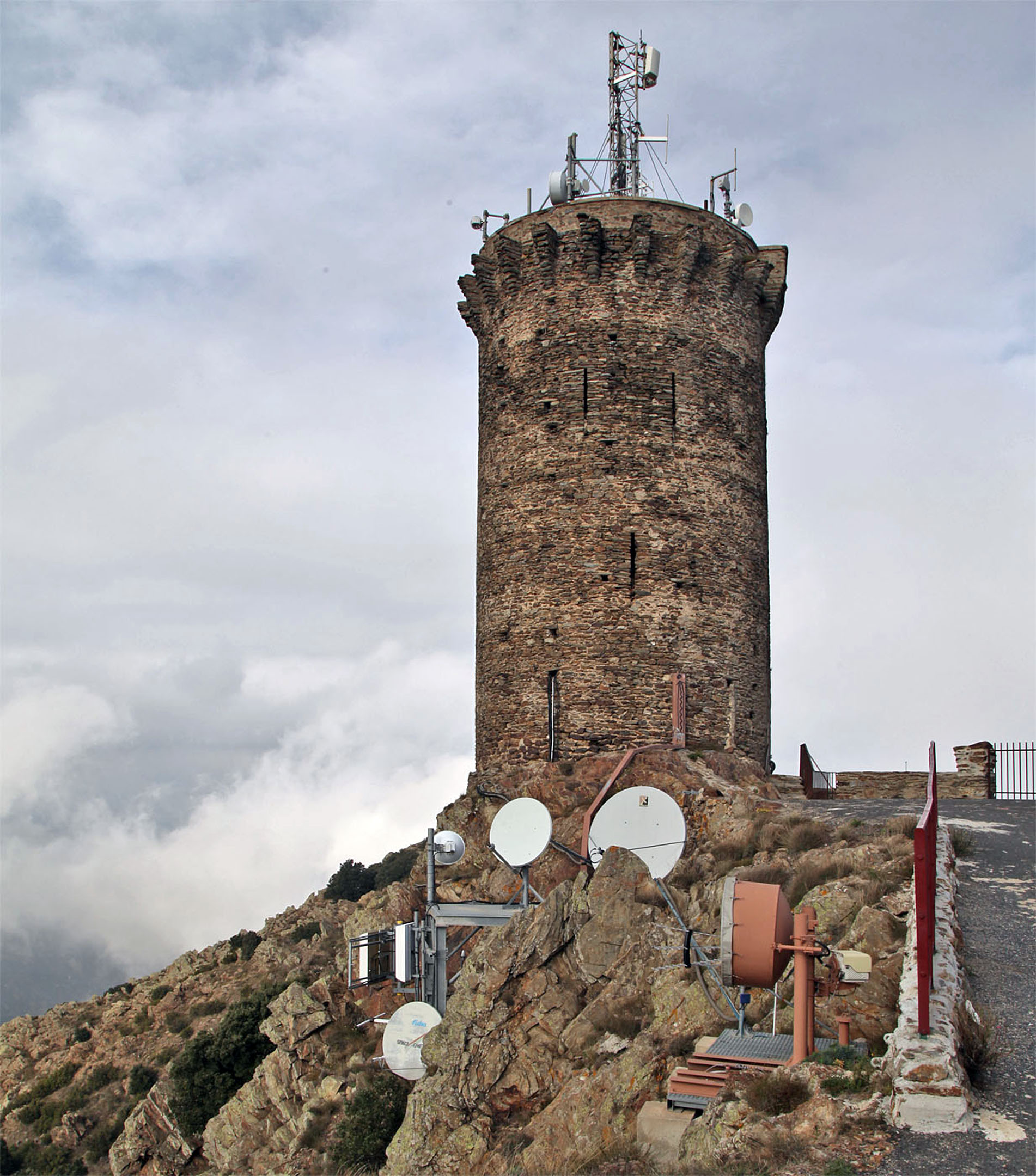
La tour versant sud.
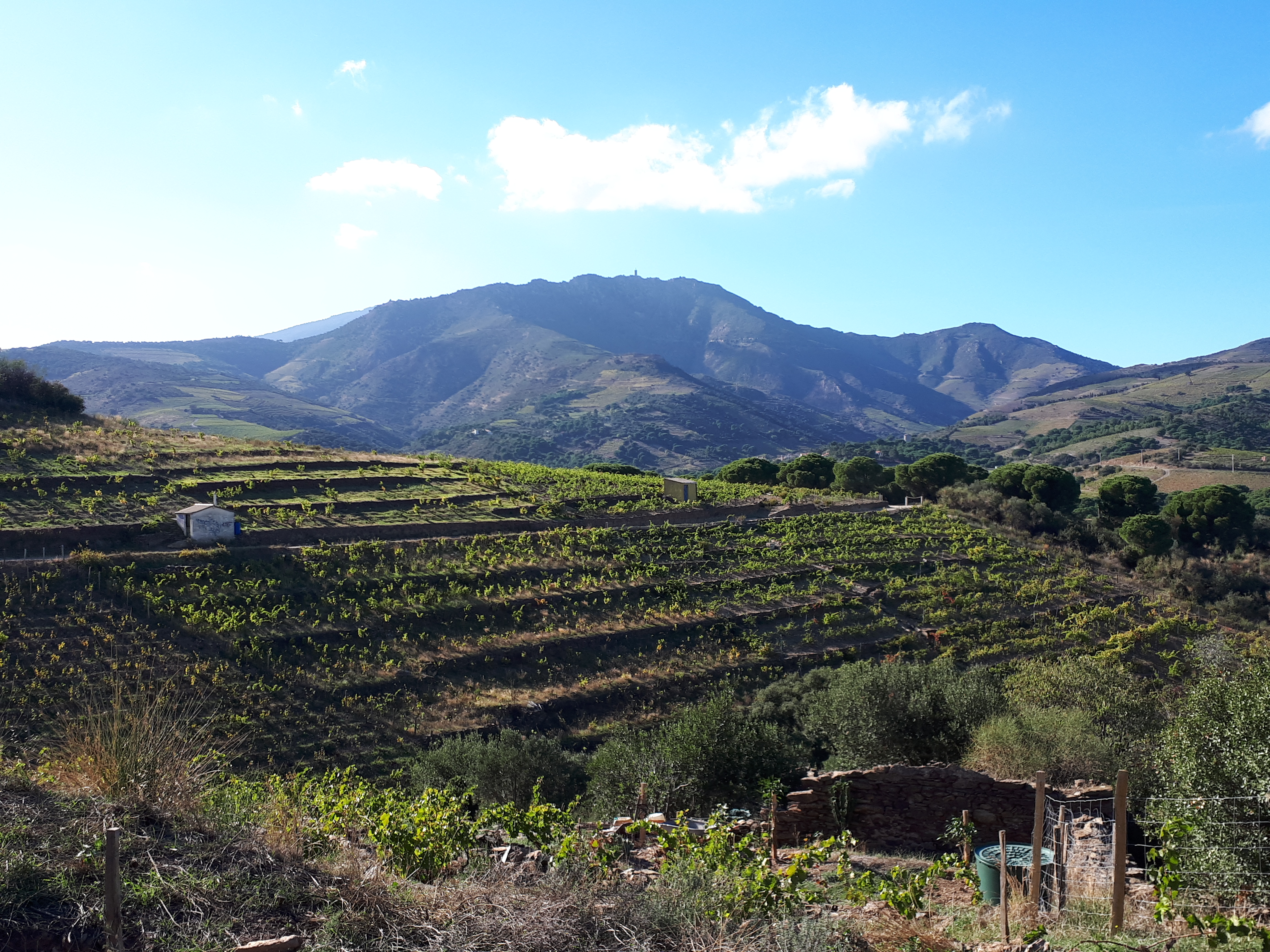
La tour Madeloc depuis les vignes de Cosprons.
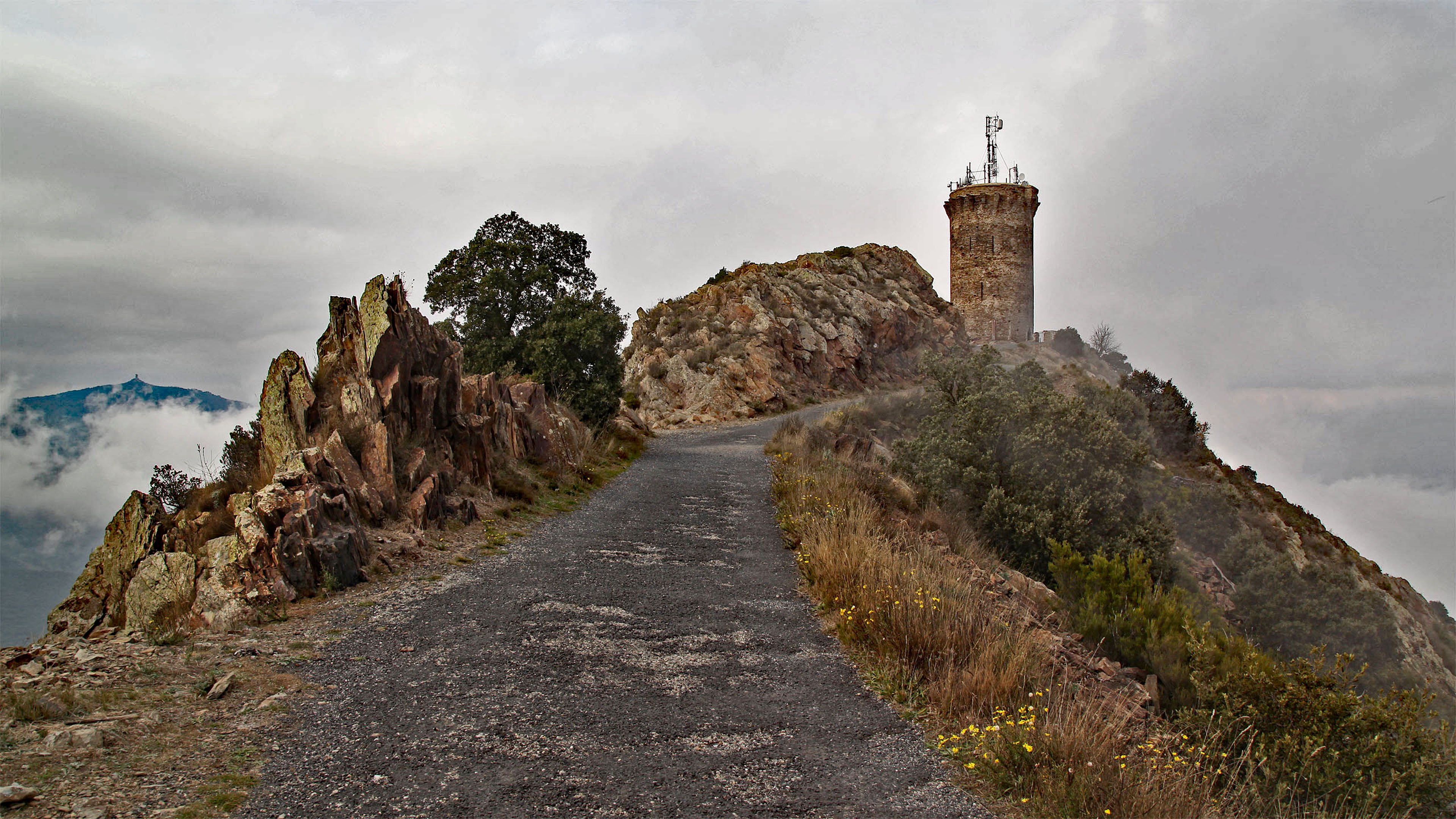
Vue de l'est.

## Faune spécifique
L'holotype de l'espèce de fourmi Solenopsis duboscqui (Bernard, 1950) provient des environs de la tour Madeloc.